# Croix sur pyxide

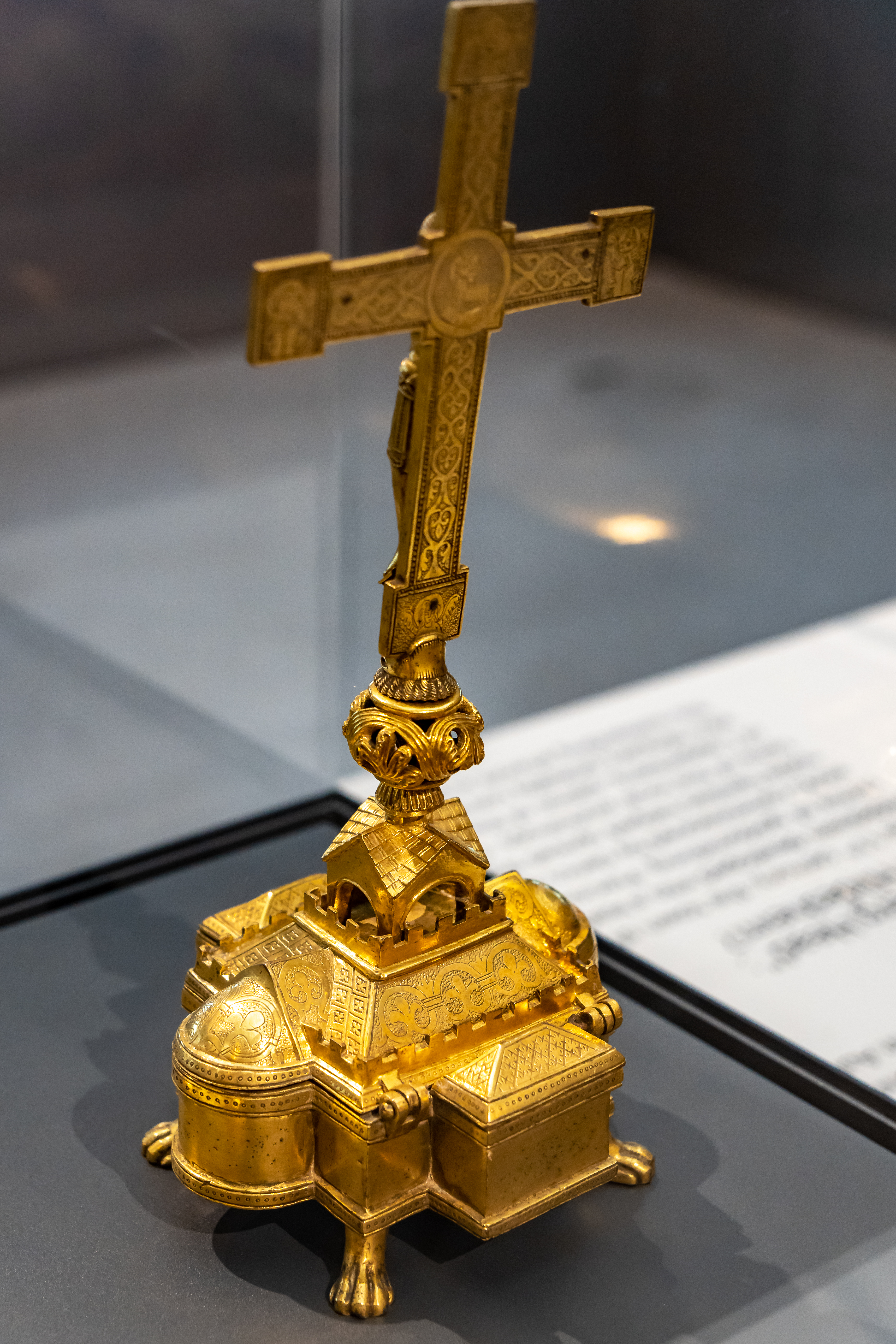
Revers de l’objet.

La croix sur pyxide est une croix d’autel réalisée vers 1160 et exposée au musée de la cathédrale de Hildesheim. L’objet à la particularité rare d’être formé par l’assemblage d’une pyxide et un crucifix.

## Historique
Les premières mentions de cette croix datent du milieu du XIXe siècle, quand l’évêque Eduard Wedekin l’acquiert auprès du couvent d’Escherde. Celui-ci ne peut toutefois avoir été le commanditaire originel de l’objet, sa fondation étant postérieure à 1200. La similitude avec un autre crucifix réalisé peu après 1150 pour l’abbaye Saint-Michel de Hildesheim laisse toutefois à penser qu’il s’agit de deux réalisation à peu près contemporaines et peut-être pour le même commanditaire. L’abbaye Saint-Michel entretenant des relations étroites avec le couvent d’Escherde, la croix aurait ainsi pu passer de l’un à l’autre, peut-être comme gage d’un prêt.

## Description
L’œuvre est composée de deux éléments : une boîte identifiée comme étant une pyxide forme la base et est surmontée d’un crucifix. L’ensemble est en alliage de cuivre doré et mesure 36,8 cm de haut pour 15,7 cm de large. La boîte prend la forme d’un édicule de plan centré monté sur des pattes de lion. Le toit est bordé de créneaux et gravé de rinceaux. À son centre un clocheton émerge d’une tourelle crénelée et fait la jonction avec la croix. L’intérieur de la boîte est divisé par des compartiments. Une ouverture séparée se trouve au dos et a pu servir à abriter des reliques.
La croix est attachée au clocheton par un bouton orné de rinceaux en haut-relief, d’où émerge une tête de lion tenant dans sa gueule la base du crucifix. Celui-ci prend la forme d’une croix potencée sur laquelle est cloué un Christ au corps raide typique des bronzes romans. Le dos du crucifix est gravé de rinceaux et des symboles des évangélistes aux extrémités des branches, tandis que le centre est occupé par l’agneau de Dieu.